# Petit-Failly
Petit-Failly è un comune francese di 81 abitanti situato nel dipartimento della Meurthe e Mosella nella regione del Grand Est.

## Società

### Evoluzione demografica
Abitanti censiti